# Aljoša Vasić
Aljoša Vasić (en serbe : Аљоша Васић), né le 21 avril 2002 à Camposampiero en Italie, est un footballeur serbe qui évolue au poste de milieu central au Palerme FC.

## Biographie

### En club
Né à Camposampiero en Italie de parents serbe et bosnien originaires de Banja Luka, Aljoša Vasić est formé par l'AS Cittadella puis par le Calcio Padoue, où il se révèle comme l'un des joueurs les plus prometteurs du club.
Le 31 janvier 2022, Aljoša Vasić prolonge son contrat avec Padoue jusqu'en juin 2026, puis est prêté dans la foulée au Calcio Lecco jusqu'à la fin de la saison.
Le 5 juillet 2023, Aljoša Vasić rejoint le Palerme FC, avec lequel il signe un contrat de cinq ans, soit jusqu'en juin 2028,.
Il découvre alors la Serie B, la deuxième division italienne, jouant son premier match le 18 août 2023, lors de la première journée de la saison 2023-2024, face au SSC Bari. Il est titularisé et les deux équipes se neutralisent (0-0 score final).

### En sélection
Aljoša Vasić est convoqué pour la première fois avec l'équipe de Serbie espoirs en septembre 2023. Il joue son premier match avec les espoirs lors de ce rassemblement, le 12 septembre 2023 contre l'Azerbaïdjan. Il est titularisé puis remplacé à l'heure de jeu par Igor Miladinović et son équipe s'impose par deux buts à zéro.